# Rationalisierung (Psychologie)
Rationalisierung oder Rationalisation (abgeleitet von lateinisch ratio: Berechnung, Rechenschaft, Rechnung, Vernunft) bezeichnet in der Psychologie einen Vorgang, bei dem für ein Verhalten verstandesmäßige Gründe angeführt werden, während andere „unvernünftige Gründe“ für das Verhalten verborgen bleiben. Dies geschieht nicht nur gegenüber Dritten, sondern vor allem auch im Sinne einer „inneren Ausrede.“ Rationalisierung ist ein allgemeines menschliches Verhalten, welches nicht per se als Störung aufzufassen ist, es spielt aber auch in neurotischen und psychotischen Vorgängen eine Rolle.

## Kognitive Psychologie
Im Sinne der kognitiven Psychologie nach Leon Festinger reduzieren Rationalisierungen kognitive Dissonanzen und helfen der Person, ein stringentes Selbstbild aufrechtzuerhalten. Sie dienen der nachträglichen Selbstbestätigung von getroffenen Entscheidungen sowie der übergreifenden Selbstrechtfertigung.
Beispiel: Ein Schüler, der schlechte Noten bekommt und dadurch in eine Kognitive Dissonanz zu seinem Selbstbild gerät, könnte diese durch eine Veränderung seines Verhaltens auflösen, indem er mehr lernt. Stattdessen kann er sich selbst und anderen gegenüber die Rationalisierungen vorbringen, dass Noten sowieso nichts über die Intelligenz oder den späteren Erfolg aussagten und Beispiele von erfolgreichen Menschen anführen, die schlecht in der Schule waren.

## Psychoanalyse
Der Begriff wurde von Ernest Jones in die Psychoanalyse eingeführt und als ein alltäglicher Vorgang beschrieben, bei dem scheinbar rationale Erklärungen für Handlungen oder Erlebensweisen gegeben werden, die auf gefühlsmäßige, unbewusst bleibende  Beweggründe zurückzuführen seien. Die Rationalisierung liefert eine Rechtfertigung des eigenen Verhaltens, anstatt sich mit den echten bedrohlichen, unbewussten Handlungsmotiven auseinanderzusetzen. Anna Freud führte aus, dass die Rationalisierung der Selbsttäuschung über innere Vorgänge diene, sie stehe damit im Gegensatz zu den dennoch gleichzeitig ausgebildeten Fähigkeiten zur korrekten Wahrnehmung und zur Realitätsprüfung. Der Begriff wurde innerhalb der Psychoanalyse vielfach aufgegriffen, wobei allerdings Uneinigkeit darüber besteht, ob es sich um einen Abwehrmechanismus handelt oder nicht.
So sind Jean Laplanche und Jean-Bertrand Pontalis der Ansicht, der Rationalisierung in der Psychoanalyse komme zwar eine Abwehrfunktion zu, sie könne aber meist dennoch nicht zu den Abwehrmechanismen gezählt werden. Die Autoren begründen dies damit, dass die Rationalisierung sich nicht direkt gegen die Triebbefriedigung richte, sondern eher sekundär verschiedene Elemente des Abwehrkonflikts und andere Abwehrvorgänge zu verschleiern suche.
Rudolf Klußmann hingegen zählt die Rationalisierung uneingeschränkt zu den Abwehrmechanismen und erläutert, ein eigentliches Motiv werde abgewehrt und durch eine unbewusst bleibende Scheinbegründung und intellektuelle Rechtfertigung ersetzt. Die Rationalisierung gehöre zu den entwicklungspsychologisch später entstehenden Abwehrmechanismen, die sehr häufig auftrete. Sie könne zu individuellen Lebenslügen führen und weise entlang der psychischen Struktur bestimmte charakteristische Merkmale auf. Typische Rationalisierungen des Depressiven sei die Betonung von Bescheidenheit, Askese und Demut, während bei hysterischer Struktur Lebendigkeit und Wechsel ideologisiert würden und bei der Zwangsstruktur Sauberkeit und Korrektheit. Andere Autoren ordnen im klinischen Kontext die Rationalisierung als Abwehrform vor allem der zwangsneurotischen Struktur zu.
Beispiel: Ein Vater erzieht seinen Sohn nach einem strengen Regelwerk und rationalisiert dies mit dem Argument, dass wegen des Temperaments seines Sohnes sonst das Chaos ausbräche. In der Psychoanalyse wird dann deutlich, dass sein Erziehungsstil eher in einer Projektion seiner eigenen Aggressionen gegenüber dem Sohn begründet war.

## Psychiatrie
In der Psychopathologie gilt die Rationalisierung als der bevorzugte Abwehrmechanismus bei der antisozialen bzw. dissozialen Persönlichkeitsstörung.

## Hypnose
Nach erfolgter posthypnotischer Suggestion in Hypnose bzw. Hypnotherapie ist Rationalisierung das Hervorbringen einer vernünftig erscheinenden Erklärung für das Befolgen posthypnotischer Befehle. So wird z. B. das in der Hypnose angewiesene Ablegen des Jacketts posthypnotisch befolgt und auf Befragen damit begründet, dass der Raum sich aufgeheizt habe oder einem einfach warm geworden sei.

## Gesellschaftliche Rationalisierung
Wie alle Abwehrmechanismen findet sich Rationalisierung auch in interpersonalen und institutionellen Abwehrfigurationen und übernimmt dort einerseits vital wichtige Funktionen für die Sicherung der Institution als Ganzes, birgt aber zugleich die Gefahr der Verhärtung und nicht mehr funktionalen Verfestigung einer Institution.
Auch Klußmann beschreibt, dass Rationalisierungen Teil von gesellschaftlichen Ideologisierungen sein können und neurotische Religiosität und neurotische Philosophien begünstigen können. So könne z. B. das aus neurotischer Zwanghaftigkeit entstehende Vermeiden von bösen Taten mit der religiösen Idee eines belohnenden Gottes verbunden werden oder subjektives Empfinden mithilfe einer philosophischen Begründung als Wahrheit verkündet werden. Als Merkmal solcher Rationalisierungen, die im Grund schwer abgrenzbar sind, nennt er die fehlende Beobachtung der Wirklichkeit, übertriebene Macht- und Geltungsansprüche sowie die Neigung zur ästhetischen Stilisierung und zur Weltfremdheit.
Studien im politischen Umfeld zeigten, dass Menschen politische und andere wichtige Entscheidungen rationalisieren und in einem positiveren Licht sehen, sobald sie in Kraft getreten sind. Sogar ein erwarteter Status quo wird rationalisiert, indem dessen Vorteile hervorgehoben und die Nachteile minimiert werden.
Was auf der kollektiven Ebene des Handelns als Ideologie zu bezeichnen ist, ist einzelpsychologisch als Rationalisierung zu erfassen, so z. B. die Rassenideologie im Nationalsozialismus. Abgewehrt werden hier die emotionalen Bedürfnisse der Ausgrenzung und Vernichtung Unliebsamer.